# Mimi Fox
Mimi Fox (Queens, 24 augustus 1956) is een Amerikaanse jazzgitariste en muziekpedagoge.

## Biografie
Fox's vader was een amateur-drummer en dixieland-fan en haar moeder was een professionele zangeres. Op 9-jarige leeftijd speelde ze drums in de schoolband, op 10-jarige leeftijd schakelde ze over op gitaar, aanvankelijk gericht op funk, r&b en top 40 muziek. Op 14-jarige leeftijd ontdekte Fox de muziek van John Coltrane via het album Giant Steps en begon ze meer geïnteresseerd te raken in jazzmuziek. In 1979 verhuisde ze naar San Francisco en nam ze lessen bij Bruce Forman, die haar ervan overtuigde om professioneel muzikante te worden. Sindsdien heeft ze o.a. gespeeld met gitaristen Charlie Byrd, Stanley Jordan, Charlie Hunter en Mundell Lowe, ook met Branford Marsalis, David Sánchez, Houston Person, Abbey Lincoln, Diana Krall, Kevin Mahogany, Janis Siegel, Joey DeFrancesco, Barbara Dennerlein, Dr. Lonnie Smith, Terri Lyne Carrington evenals Stevie Wonder en John Sebastian. Ze speelde op tal van jazzfestivals aan de Amerikaanse westkust en het Caribisch gebied en toerde door Japan, Thailand en Australië. Ze nam ook op met Don Lanphere, Robin Flower, Silvia Kohan en Maye Cavallaro. In 1987 kwam haar debuutalbum Against the Grain uit. Haar album Kicks bereikte #20 in de Billboard Jazz Charts. Fox geeft les aan de Berkeley Jazz School en was adjunct-professor aan de New York University. Ze schreef ook een gitaarboek en creëerde een cursus op cd-rom (Jazz Anatomy).

## Prijzen en onderscheidingen
Sinds 2003 heeft ze drie keer op rij de DownBeat critici poll gewonnen.

## Discografie
- 1985: Against the Grain (Catero)
- 1993: Mimi Fox Live (Tusco)
- 1995: Turtle Logic (Monarch)
- 1999: Kicks (Monarch)
- 2001: Standards (Origin Records)
- 2003: Two for the Road met Greta Matassa (Origin)
- 2004: She's the Woman (Favored Nations)
- 2005: Soul Eyes met Bruce Arnold (Muse-eek)
- 2006: Perpetually Hip (Favored Nations)
- 2011: Live at the Palladium (Favored Nations)
- 2013: Standards, Old and New (Origin)
- 2017: May I Introduce to You met het San Francisco String Trio (Ridgeway)
- 2019: This Bird Still Flies (Origin)

## Leerboeken
- Graduated Soloing Book/CD Set, Mel Bay Publications, 2010. ISBN 0-7866-8138-1
- Guitar Arpeggio studies on Jazz Standards (+CD), Mel Bay Publications, ISBN 0-7866-7199-8

- Bibsys: 12070700
- International Standard Name Identifier: 0000 0000 4290 4666
- Library of Congress Control Number: no00026758
- MusicBrainz: 9b66eca9-391f-4513-a64f-2b3e63a85754
- SNAC: w6w976fz
- Virtual International Authority File: 16766488
- WorldCat: E39PBJwHcCCJyhmDgJ7dPRgR8C